# Ato Boldon

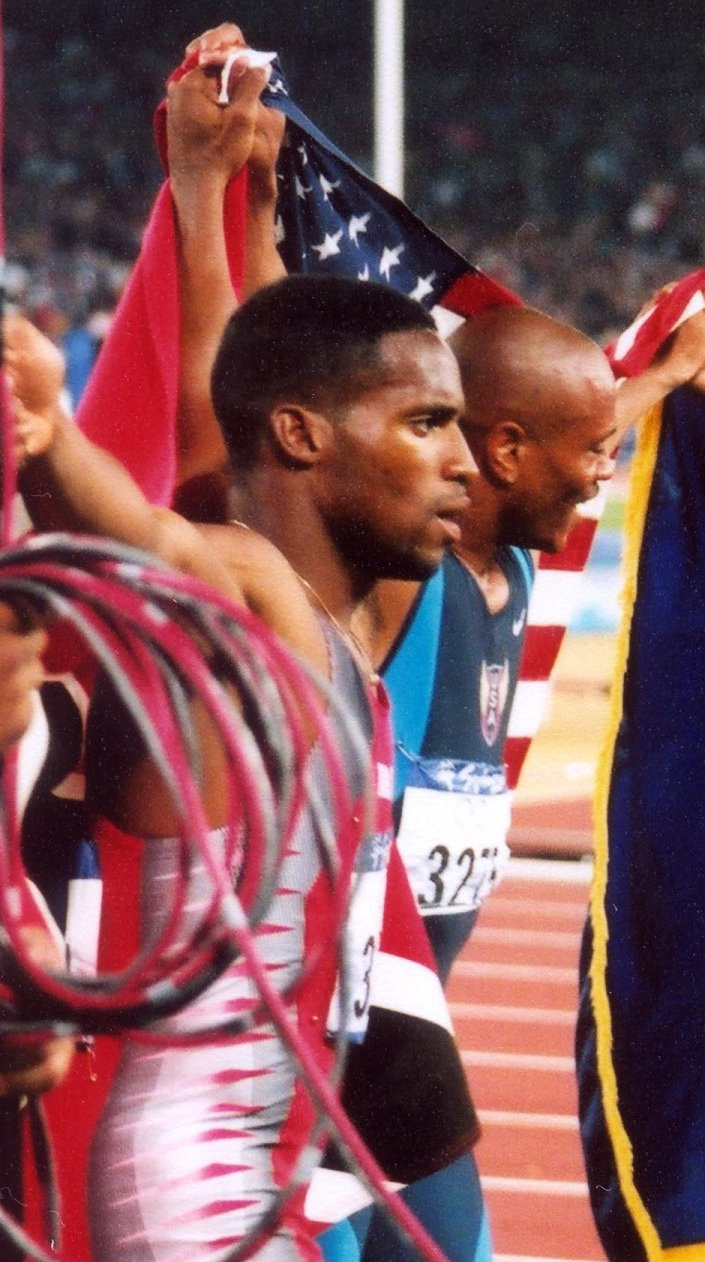
Ato Boldon bei den Olympischen Spielen 2000

Ato Jabari Boldon (* 30. Dezember 1973 in Port of Spain) ist ein ehemaliger Leichtathlet aus Trinidad und Tobago. Er gewann vier olympische Medaillen und war 1997 Weltmeister über 200 Meter.

## Leben
Boldon gehörte seit Mitte der 1990er-Jahre zu den weltbesten Sprintern über 100 und 200 Meter. Seine Spezialdisziplin waren die 200 Meter. Als 14-Jähriger verließ er mit seinen Eltern die Karibikinsel Trinidad und lebte seitdem in den Vereinigten Staaten. Zunächst begann er mit American Football. Dort wurde sein Sprinttalent erkannt und er begann mit dem Leichtathletiktraining. Bereits 1992 schickte ihn sein Heimatland zu den Olympischen Spielen in Barcelona. Erste internationale Erfolge erreichte er im gleichen Jahr, als er Juniorenweltmeister über 100 und 200 Meter wurde.
Bei den Senioren gewann er die Bronzemedaille über 100 Meter bei den Weltmeisterschaften 1995. Boldon wurde Mitglied der Trainingsgruppe des US-amerikanischen Trainers John Smith, was seine Leistungen enorm steigerte. Zur selben Zeit trainierten dort auch Inger Miller und Maurice Greene, dessen Freund er bald wurde. Bei den Olympischen Spielen 1996 in Atlanta gewann er Bronze über 100 und auch über 200 Meter. 1997 gewann Boldon den ersten WM-Titel in der Geschichte des kleinen Karibikstaates über 200 Meter.
Seine beste Zeit über 100 Meter (9,86 s) lief Boldon insgesamt viermal. Im Jahr der Weltmeisterschaften 1999 plagte er sich jedoch mit diversen Verletzungen und konnte seine alte Form nicht erreichen. Bei den Olympischen Spielen 2000 in Sydney war er wieder am Start und gewann Silber über 100 und Bronze über 200 Meter.
Im Mai 2001 wurde Boldon in den USA positiv auf das Stimulanzmittel Ephedrin getestet. Er wurde von der IAAF nur verwarnt, da es sein Erstvergehen war. Bei den Weltmeisterschaften im August desselben Jahres gewann er Bronze über 100 Meter und Silber mit der 4-mal-100-Meter-Staffel. Die Staffel lief in der Besetzung Marc Burns, Ato Boldon, Jacey Harper, Darrel Brown Landesrekord.
Bei den Weltmeisterschaften 2003 schied er sowohl im Einzel als auch mit der Staffel im Halbfinale aus. 2004 bestritt Boldon in Athen seine vierten Olympischen Spiele, schied allerdings über 100 Meter in den Vorläufen aus. Mit der 4-mal-100-Meter-Staffel Trinidad und Tobagos erreichte er jedoch noch das Finale und wurde Siebter.
Danach beendete er seine aktive Laufbahn. Er hatte bei einer Größe von 1,76 m ein Wettkampfgewicht von 75 kg. In der Zeit nach dem Rücktritt machte Ato Boldon den Pilotenschein und wurde Leichtathletikkommentator bei einem amerikanischen TV-Sender. Von Februar 2006 bis April 2007 war er Senator in Trinidad und Tobago.
Das Ato Boldon Stadium auf der Insel Trinidad wurde nach ihm benannt.

## Persönliche Bestzeiten
- 100 m: 9,86 s, 1998
- 200 m: 19,77 s, 1997